# 캘러스 (식물학)

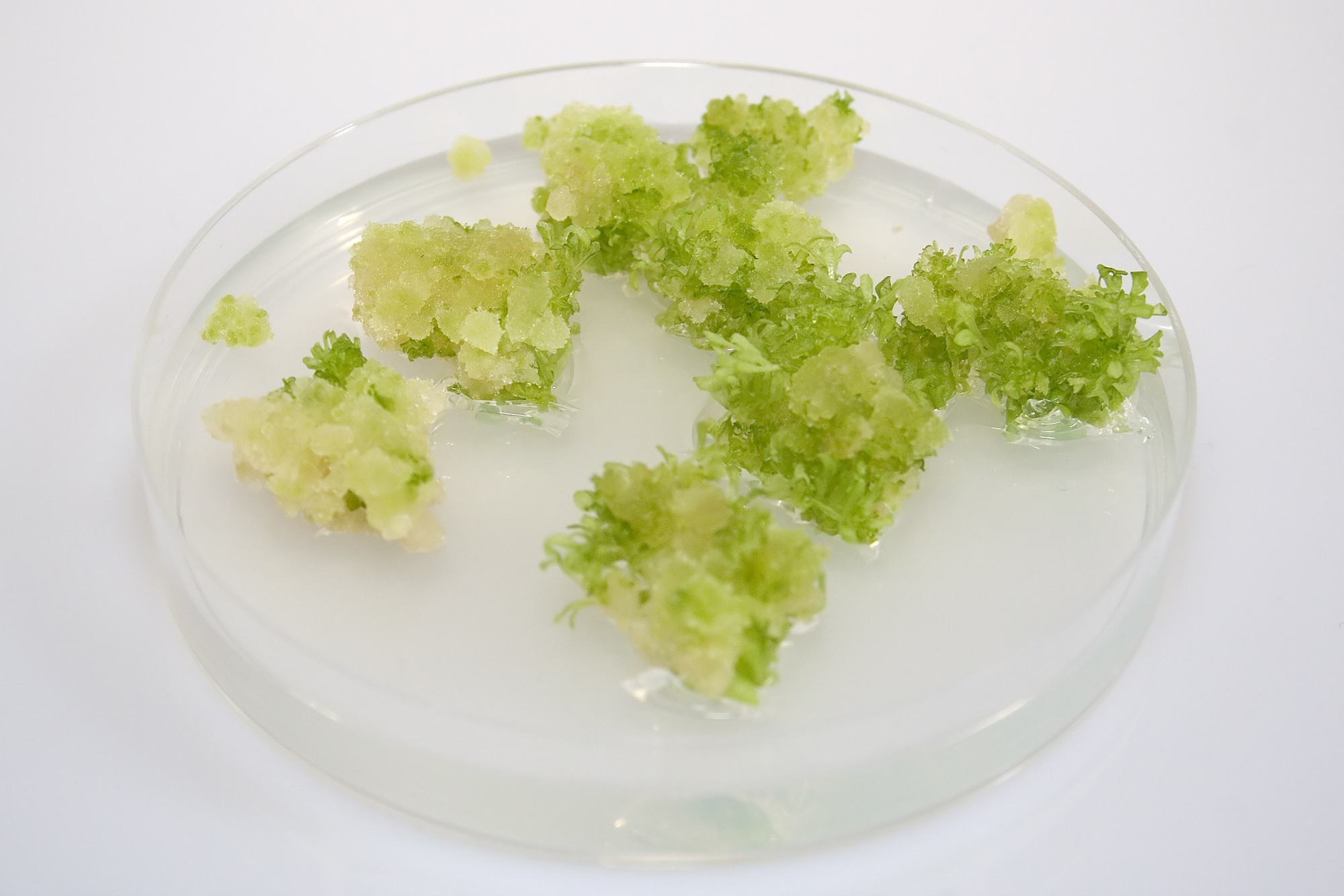
담배(Nicotiana tabacum)의 캘러스

캘러스(Callus, 혹은 유합조직, 창상조직, 유상조직)는 분화되지 않은 부정형의 세포덩어리로 식물체에 상처가 났을 때 상처 주변에 생기는 분열조직이 형성한 종양조직이 대표적이다. 식물은 크게 세포분열을 하는 분열조직과 그렇지 않는 영구 조직으로 구성되어 있는데 처음 분열 조직의 세포를 영양 배지에 넣고 키우면 캘러스가 형성된다. 그 후 부정배가 형성되고 식물체로 분화된다.

## 배양
육상식물을 대표하는 대부분의 주요 식물 종들은 조직배양을 통하여 캘러스를 형성할 수 있는 능력을 보유한 것으로 밝혀졌다. 캘러스 세포는 대개 겔화된 배지에서 배양 및 유지한다.
캘러스 형성 유도 배지는 한천과 세포배양에 적절한 다량영양소 및 미량영양소의 혼합물로 만들어진다. 조직배양을 위한 기본적인 영양분 혼합물에는 여러 종류가 있지만 가장 많이 이용하는 것으로 MS 배지, White 배지 및 목본식물용 배지를 들 수 있다. 세포의 생장을 돕기 위하여 Gamborg B5 비타민을 배지에 첨가하기도 한다. 식물세포의 배양을 위하여 질소, 인 및 칼륨을 충분히 공급하는 일이 매우 중요하다.
식물의 캘러스는 대개 생식세포가 아닌 체세포에서 형성되므로 어떤 식물에서 어떤 조직을 캘러스 유도에 사용하는가가 매우 중요하다. 캘러스나 체세포배를 만드는 세포들은 일반적으로 매우 빠르게 분열할 수 있거나 분열조직의 세포처럼 부분적으로 미분화된 상태이다. 그러나 가축의 사료용으로 주로 재배하는 자주개자리라는 식물에서는 놀랍게도 완전히 분화되었던 엽육세포가 탈분화하여 캘러스와 체세포배가 만들어 진다. 이 경우 특정한 식물 호르몬이 캘러스 생장에 매우 중요한 역할을 한다.

## 제작
식물 조직배양에서 옥신과 사이토키닌의 비율을 조절함으로써 세포분열 능력이 왕성한 캘러스 덩어리를 얻을 수 있다. 배양 환경에 따라 캘러스는 탄탄한 덩어리를 만들거나 부스러짐 성이 높은 덩어리를 형성한다. 부스러짐 성이 높은 캘러스 덩어리는 매우 쉽게 흩어지므로 현탁배양용 세포를 얻는데 효과적이다. 캘러스는 직접 기관분화 또는 배 발생 과정을 거쳐 완전한 식물체를 만들기도 한다.

## 이용
캘러스는 종종 개별적인 세포가 아닌 복합적인 조직에서 형성되므로 반드시 유전적으로 균일하다고 볼 수는 없다. 그러나 캘러스는 마치 동일한 세포에서 유래한 세포 덩어리처럼 균일한 세포 덩어리로 간주되어 표준 분석에 사용되기도 한다.
예를 들자면 캘러스 덩어리 절반은 대조구로 사용하고 나머지 절반을 처리구로 사용하여 실험을 진행한 후 비교하는 것을 들 수 있다. 식물의 캘러스는 다양한 조직 및 세포에서 만들어지며 배양배지에 적절한 식물호르몬을 가하면 ‘재분화’라고 하는 과정을 거쳐 완전한 식물체로 분화할 수 있다. 이 같은 능력은 전분화능(totipotency)이라고 불리는 식물의 특별한 능력이다. 단 한 개의 세포로부터 완전한 식물체를 재분화할 수 있으므로 형질전환 식물 연구자들은 한 세포에 특정 유전자를 도입한 후 이를 배양 및 재분화 하여 완전한 식물체를 만듦으로써 모든 세포에 특정 유전자를 가진 형질전환 식물체를 얻을 수 있다.
특정한 유전자를 세포에 도입하는 방법으로는 ‘유전자총(gene gun)’으로 알려진 무작위적인 방법과 토양세균인 아그로박테륨(Agrobacterium)을 이용한 천연적인 방법이 있으며 이런 방법으로 특정한 새 유전자를 가지게 된 세포는 적절한 호르몬 배합이 들어 있는 배지를 이용한 조직배양을 통하여 형질전환 식물체로 탄생한다. 이러한 일련의 방법으로 확보한 형질전환 식물들은 대개 특정 유전자의 기능을 확인하는 연구용으로 사용되거나 농업적으로 유용한 형질을 가진 새로운 작물 품종의 육성에 사용된다.

### 식품의약안전처기준
식품의약품안전처는 캘러스를 식물줄기세포[[영문]]로 과대광고하는 것을 방지하기 위하여 "모든 '캘러스(Callus)'가 미분화세포라고 할 수 없는 바, 캘러스를 줄기세포라고 할 수 없으며, '~캘러스배양추출물'을 '식물줄기세포(스템셀)배양추출물'로 표시·광고하는 것은 관계 법령에 저촉되는 사항임"을 발표하였다.

## 같이 보기
- 키메라 (유전학)

## 참고자료
- 《Plant Science 1》Olga Piedrahita. 나이아가라 대학 출판사. 2008년 출간. 2009년 2월 19일 확인.